# Lock Up (filme)
Lock Up (Brasil: Condenação Brutal / Portugal: Stallone - Prisioneiro) é um filme de ação, drama e suspense estadunidense de prisão dirigido por John Flynn e estrelado por Sylvester Stallone, Donald Sutherland, Tom Sizemore, e John Amos. Foi lançado nos Estados Unidos em 4 de agosto de 1989. A prisão que serve de cenário para o filme é East Jersey State Prison, que fica em Avenel, Nova Jérsei.
Lock Up arrecadou US$22.1 milhões com um orçamento de US$24 milhões. Os públicos pesquisados pelo CinemaScore deram ao filme uma nota média de "B+" em uma escala A+ a F.
Rotten Tomatoes relata que 17% dos doze críticos entrevistados deram ao filme uma avaliação positiva; a classificação média é de 4.2/10. Kevin Thomas, do Los Angeles Times, escreveu que Stallone "desafia a credibilidade a ponto de convidar risadas não intencionais". Hal Hinson do Washington Post escreveu, "Lock Up tem a marca inconfundível de uma produção de vaidade".
O filme foi indicado para três prêmios Framboesa de Ouro, incluindo Pior Filme, Pior Ator para Sylvester Stallone e Pior Ator Coadjuvante para Donald Sutherland , mas não conseguiu vencer nenhuma dessas categorias.

## Enredo
Frank Leone, um mecânico habilidoso em Hoboken, Nova Jersey, é um prisioneiro modelo perto do final de sua sentença em Norwood, uma prisão de baixa segurança. Ele ocasionalmente passa tempo fora da prisão em sua garagem, consertando carros, jogando futebol americano e passando tempo com sua namorada Melissa.
Certa noite, enquanto dormia em sua cela, os guardas chegam e levam Leone à força para a violenta prisão de segurança máxima Gateway, dirigida por Warden Drumgoole. Drumgoole explica que ele organizou isso em retaliação por um incidente no qual Leone escapou do posto anterior de Drumgoole, Treadmore, e informou a imprensa sobre o tratamento dado por Drumgoole a seus prisioneiros, depois que Drumgoole se recusou a permitir a Leone uma visita de uma hora a seu mentor moribundo. Esse incidente não apenas resultou em cinco anos adicionais de segurança mínima, sendo acrescentados à sentença de Leone, mas na transferência de Drumgoole para o Gateway, uma marca negativa em seu registro de trabalho.
Leone é maltratado pelos guardas e por um detento dominante, Chink Weber, que atua como capitão do Drumgoole. Leone também faz amizade com os prisioneiros Dallas, Eclipse e Primeira Base, e mostra como ele lida com as dificuldades da prisão. O quarteto reforma um Ford Mustang na loja da prisão, que Eclipse apelida de "Maybelline". Leone explica a Eclipse que ele foi enviado para a prisão por tomar a lei em suas próprias mãos quando ele vingou um ataque ao seu mentor. Depois que Leone relutantemente permite que Primeira Base ligue o carro, Primeira Base leva o Mustang para fora da garagem e para o pátio da prisão. Depois que seu passeio de alegria termina, Drumgoole faz Leone e seus amigos assistirem enquanto outros presos destroem o carro. Leone também é enviado para o confinamento solitário por seis semanas. Lá, ele é torturado pelos guardas que o acordam em pontos aleatórios no meio da noite, obrigando-o a enfrentar uma câmera de segurança e a recitar seu nome e número de prisioneiro. No entanto, o capitão dos guardas, Meissner, e outro guarda, Braden, ficam tão enojados com o sadismo do diretor e seus bajuladores que Meissner ordena que isso pare e liberta Leone do confinamento.
Visando forçar Leone a surtar e comprometer sua posição, o diretor faz Chink Weber matar Primeira Base no ginásio. Enfurecido, Leone ataca Chink, deixando-o indefeso, mas antes que ele o mate, ele cede, sabendo que cometer tal ato é precisamente o que Drumgoole quer. No entanto, um dos capangas de Chink apunhala Leone por trás com um estoque. Enquanto Leone se recupera na enfermaria da prisão, outro prisioneiro diz a ele que ele foi contratado para estuprar e matar Melissa. Naquela noite, Leone tenta escapar com Dallas para tentar salvar Melissa, no entanto Dallas o atrai para um beco sem saída, onde eles são capturados por Drumgoole e seus guardas, entre eles, aquele que posou como o prisioneiro que alegou que iria estuprar Melissa. É revelado que Drumgoole providenciou isso para levar Leone a tentar uma fuga, a fim de ter uma sentença obrigatória de 10 anos imposta a ele, e convenceu Dallas a ajudá-lo em seu plano em troca de uma libertação antecipada, embora Drumgoole renegue isso depois da captura de Leone. Drumgoole deixa os dois presos para serem espancados pelos guardas, mas Dallas, sabendo que os outros prisioneiros o matariam depois de fazerem o mesmo com Leone, pede desculpas a Leone e eletrocuta a si mesmo e ao oficial Manly para ajudar Leone a escapar.
Enfurecido, Leone invade o escritório de Drumgoole em vez de fugir, leva-o para a câmara de execução e o prende na cadeira elétrica. Ele ativa o gerador e prende sua mão no interruptor. Os guardas da prisão entram na sala de exibição de execução, levando a um impasse armado. Sob a ameaça de ser executado, o diretor finalmente confessa seu plano para aumentar o tempo de prisão de Leone. Leone puxa o interruptor de qualquer maneira, mas nada acontece. Ele então revela que ele pegou um dos fusíveis antes para enganar o diretor para se confessar. O capitão Meissner e seus homens prendem Leone, mas eles também levam Drumgoole sob custódia para a confissão legal. Embora Drumgoole ameace retaliar Meissner pela prisão, o capitão se mantém firme contra o diretor.
Um inquérito judicial é feito sobre o assunto sobre o comportamento corrupto do diretor e Leone cumpre apenas o tempo de prisão exigido dele em primeiro lugar. Algumas semanas depois, Leone sai da prisão para os aplausos de seus companheiros e se encontra com Eclipse uma última vez. Ele deseja adeus ao Capitão Meissner e sai de Gateway para abraçar a Melissa que o aguarda.

## Elenco
- Sylvester Stallone como Frank Leone
- Donald Sutherland como Warden Drumgoole
- John Amos como Capitão Meissner
- Sonny Landham como Chink Weber
- Tom Sizemore como Dallas
- Frank McRae como Eclipse
- Darlanne Fluegel como Melissa
- William Allen Young como Braden
- Larry Romano como First Base
- Jordan Lund como Manly
- John Lilla como Wiley
- Dean Duval como Ernie
- Jerry Strivelli como Louie Munafo
- David Anthony Marshall como Mastrone
- Kurek Ashley como membro da gangue de Chink
- Michael Petroni como membro da gangue de Chink
- Danny Trejo como membro da gangue de Chink
- Frank Pesce como Johnson